# Mergui (archipelag)
Mergui (birm. မြိတ်ကျွန်းစု) – archipelag u wybrzeży Birmy, zamieszkiwany przez lud Moken. Zajmuje obszar ok. 3500 km². Główną wyspą jest Kadan Kjun. Gospodarka archipelagu opiera się na połowie ryb, pereł i plantacjach kauczukowca.